# Liste der Bischöfe von Danzig
Die folgenden Personen waren Bischöfe bzw. Erzbischöfe von Danzig:
| Nr. | Bischof              | von       | bis  | Beschreibung | Darstellung | Wappen |
| --- | -------------------- | --------- | ---- | --- | ----------- | ------ |
| 01  | Eduard Graf O’Rourke | 1922      | 1938 | * 26. Oktober 1876 in Basin (heute zu Minsk), am 27. Oktober 1907 in Žemaitija, (Niederlitauen) zum Priester geweiht, am 29. September 1918 zum Bischof von Riga, (Lettland) ernannt, konsekriert am 15. Dezember 1918, mit seinem Rücktritt am 10. April 1920, wurde er gleichzeitig zum Titularbischof von Canea ernannt, am 21. April 1922 Apostolischer Administrator von Danzig, am 21. Dezember 1922 Titularbischof von Pergamum, am 2. Januar 1926 Bischof von Danzig, Rücktritt am 13. Juni 1938 und gleichzeitig Ernennung zum Titularbischof von Sophene, † 27. Juni 1943 in Rom. |             |        |
| 02  | Carl Maria Splett    | 1938      | 1964 | * 17. Januar 1898 in Zoppot, am 10. Juli 1921 in Kulm zum Priester geweiht, am 13. Juni 1938 zum Bischof von Danzig ernannt, konsekriert am 24. August 1938 durch den Bischof von Mainz, Albert Stohr, ab 5. Dezember 1940 Apostolischer Administrator in Kulm, dort resigniert am 4. März 1946. 1946 zu 8 Jahren Haft verurteilt wurde er 1956 nach Deutschland abgeschoben, blieb aber Bischof von Danzig, † 5. März 1964 |             |        |
|     | Andrzej Wronka       | 1945      | 1951 | Apostolischer Administrator |             |        |
|     | Jan Cymanowski       | 1951      | 1956 | Kapitularvikar |             |        |
| 03  | Edmund Nowicki       | 1951/1964 | 1971 | * 13. September 1900 in Trzemeszno, am 15. März 1924 zum Priester geweiht, am 26. April 1951 zum Koadjutorbischof von Danzig und Titularbischof von Hadriane ernannt, konsekriert am 21. September 1954 in der Kapelle der posener Bischofsresidenz durch Erzbischof Walenty Dymek, diese Bischofsweihe wurde bis 1956 geheim gehalten, am 1. Dezember 1956 Titularbischof von Thugga, am 7. März 1964 Bischof von Danzig, † 10. März 1971 |             |        |
| 04  | Lech Kaczmarek       | 1971      | 1984 | * 23. September 1909 in Posen, am 27. September 1936 zum Priester geweiht, am 16. November 1958 zum Weihbischof in Danzig und Titularbischof von Alia ernannt, konsekriert am 18. Januar 1959, am 1. Dezember 1971 Bischof von Danzig, † 31. Juli 1984 |             |        |
| 05  | Tadeusz Gocłowski CM | 1984      | 2008 | * 16. September 1931 in Piski, am 26. Juni 1956 Ordenspriester geweiht, am 22. März 1983 zum Weihbischof in Danzig und Titularbischof von Beneventum ernannt, am 31. Dezember 1984 Bischof von Danzig, am 25. März 1992 Erzbischof, emerit. am 17. April 2008, † 3. Mai 2016 |             |        |
| 06  | Sławoj Leszek Głódź  | 2008      | 2020 | * 13. August 1945 in Bobrówka, am 14. Juni 1970 zum Priester geweiht, am 21. Januar 1991 zum Militärbischof in Polen und Titularbischof von Bettonium, Bischofsweihe am 23. Februar 1991, am 17. Juli 2004 Ernennung zum Erzbischof ad personam, am 26. August 2004 (Erz)-Bischof von Warschau-Praga, am 17. April 2008 Erzbischof von Danzig, emeritiert am 13. August 2020 |             |        |
| 07  | Tadeusz Wojda SAC    | 2021      |      | * 29. Januar 1957 in Kowala, Ordenseintritt 1977, am 8. Mai 1983 zum Priester geweiht, 24. Juli 2012 zum Untersekretär der Kongregation für die Evangelisierung der Völker ernannt, am 12. April 2017 Ernennung zum Erzbischof von Białystok, Bischofsweihe am 10. Juni 2017, am 2. März 2021 Erzbischof von Danzig |             |        |

Die folgenden Personen waren bzw. sind Weihbischöfe in Danzig:
| Nr. | Bischof                 | von  | bis  | Beschreibung | Darstellung | Wappen |
| --- | ----------------------- | ---- | ---- | --- | ----------- | ------ |
| 01  | Lech Kaczmarek          | 1958 | 1971 | * 23. September 1909 in Posen, am 27. September 1936 zum Priester geweiht, am 16. November 1958 zum Weihbischof in Danzig und Titularbischof von Alia ernannt, konsekriert am 18. Januar 1959, am 1. Dezember 1971 Bischof von Danzig. |             |        |
| 02  | Józef Kazimierz Kluz    | 1972 | 1982 | * 17. Januar 1925 in Olpiny, am 24. Juni 1951 zum Priester geweiht, am 12. Mai 1972 zum Weihbischof in Danzig und Titularbischof von Hilta ernannt, konsekriert am 12. Juni 1972 durch Kardinal Stefan Wyszyński, Erzbischof von Gnesen und Warschau, Mitkonsekratoren waren der Erzbischof von Tarnów, Jerzy Karol Ablewicz und Lech Kaczmarek, den Bischof von Danzig, † 5. Dezember 1982 |             |        |
| 03  | Tadeusz Gocłowski CM    | 1983 | 1984 | * 16. September 1931 in Piski, am 26. Juni 1956 Ordenspriester geweiht, am 22. März 1983 zum Weihbischof in Danzig und Titularbischof von Beneventum ernannt, Bischofsweihe am 17. April 1983, am 31. Dezember 1984 Bischof von Danzig, am 25. März 1992 Erzbischof, emerit. am 17. April 2008                                                                                              |             |        |
| 04  | Zygmunt Józef Pawłowicz | 1985 | 2005 | * 18. November 1927 in Danzig, am 20. September 1952 zum Priester geweiht, am 10. August 1985 zum Weihbischof in Danzig und Titularbischof von Tamallula ernannt, Bischofsweihe am 7. September 1985, emerit. am 24. Januar 2005, † 18. März 2010 |             |        |
| 05  | Ryszard Kasyna          | 2005 | 2012 | * 28. September 1957 in Nowy Staw, am 24. Januar 1982 zum Priester geweiht, am 24. Januar 2005 zum Weihbischof in Danzig und Titularbischof von Dices, Bischofsweihe am 2. April 2005 durch den Apostolischen Nuntius in Polen, Erzbischof Józef Kowalczyk, Mitkonsekratoren waren der Erzbischof von Danzig, Tadeusz Gocłowski und der Bischof von Plock, Piotr Libera                     |             |        |